# Moritz Rugendas

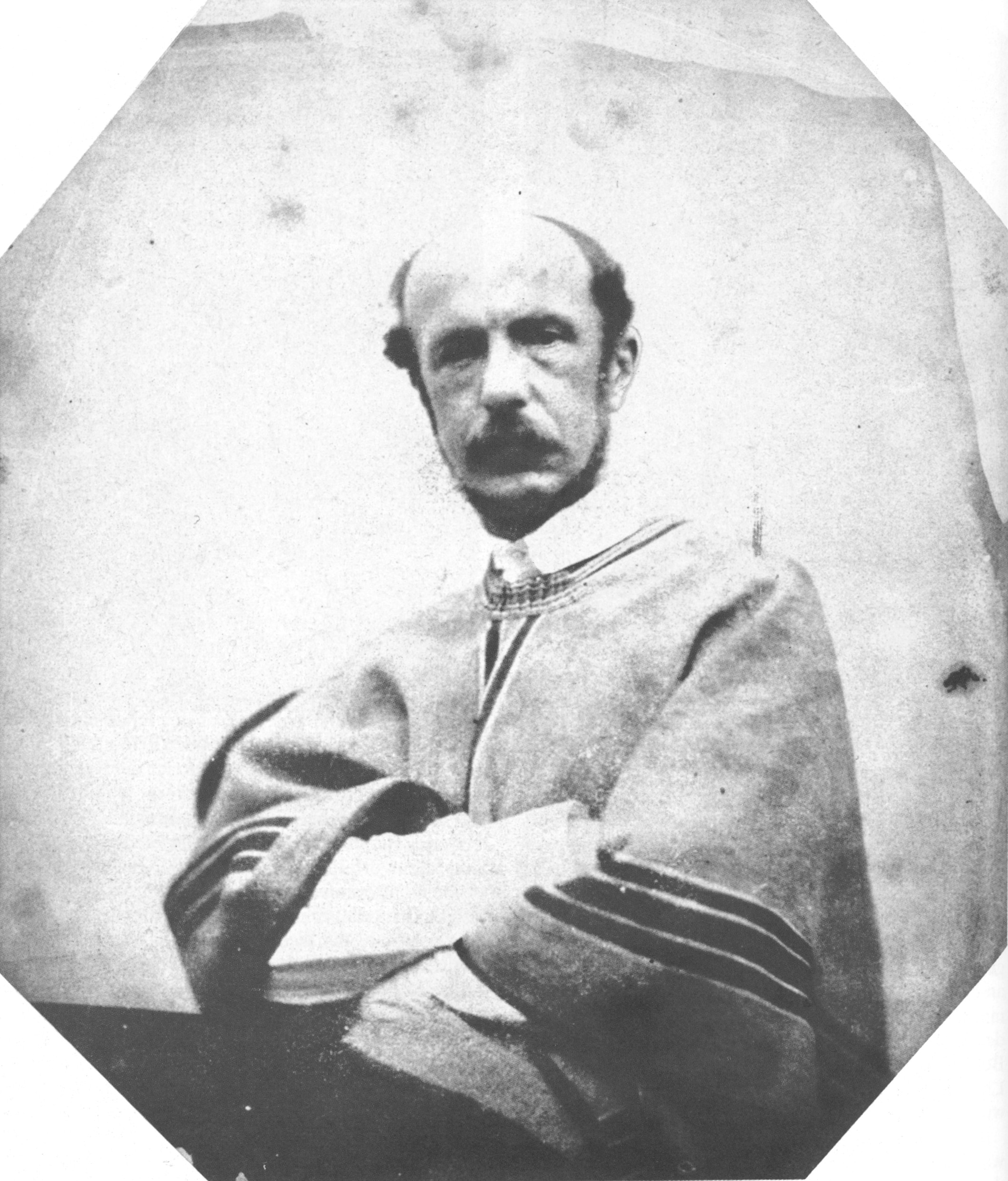
Moritz Rugendas, Kalotypie vor 1852

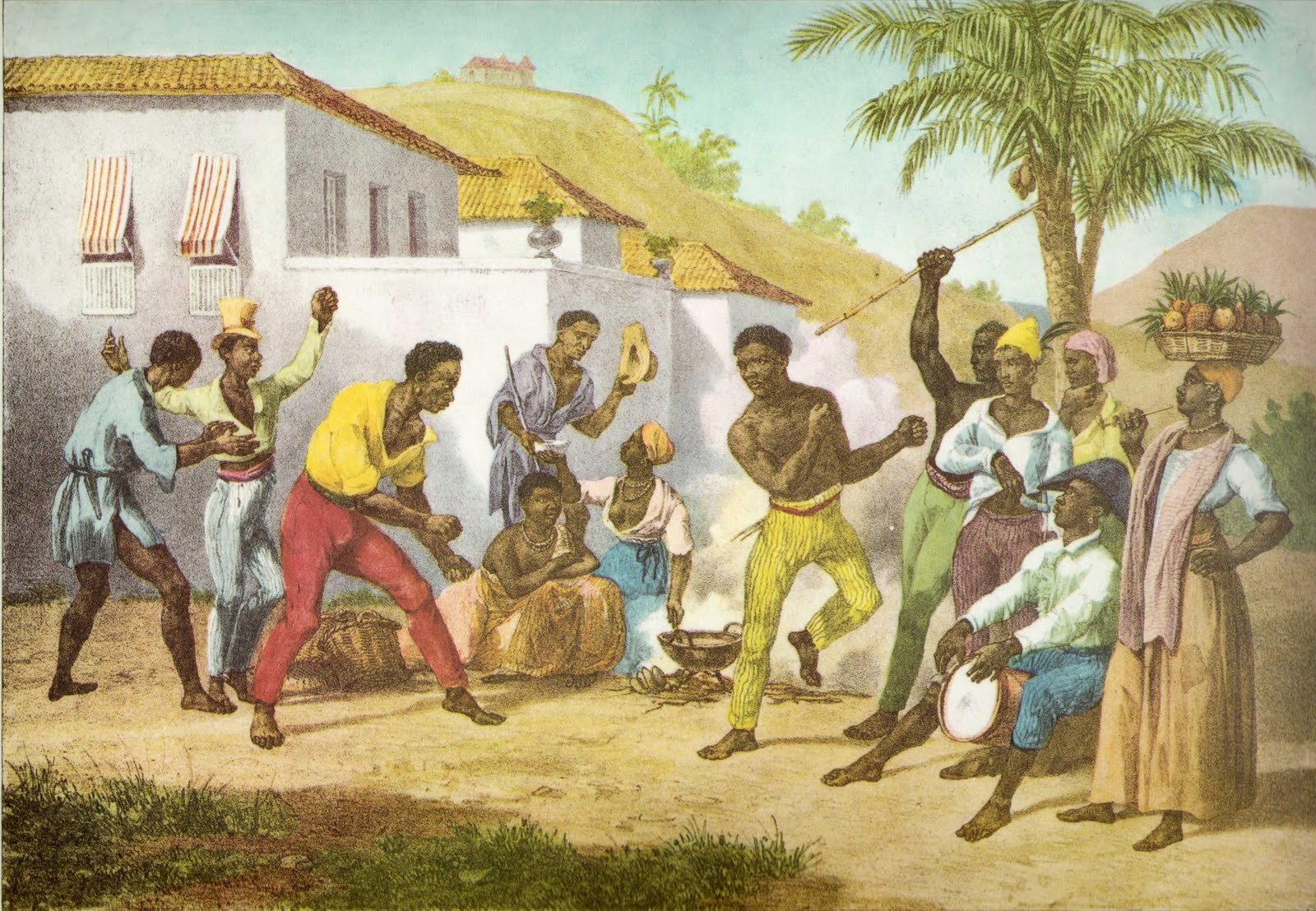
Capoeira oder der Tanz des Krieges von Johann Moritz Rugendas, 1835

Johann Moritz Rugendas (* 29. März 1802 in Augsburg; † 29. Mai 1858 in Weilheim an der Teck in Württemberg) war ein aus Augsburg stammender Künstler des 19. Jahrhunderts und ein Abkömmling der bedeutenden Künstlerfamilie Rugendas. Er bereiste über mehrere Jahre Mittel- und Südamerika. Angeregt von Alexander von Humboldt war es sein Ziel, neben der Darstellung der exotischen Natur Südamerikas auch die Menschen und deren Sitten darzustellen.

## Leben
Johann Moritz Rugendas wurde am 29. März 1802 in Augsburg geboren. Er erhielt zunächst von seinem Vater Johann Lorenz Rugendas, dann vom Familienfreund Albrecht Adam und später an der Münchener Kunstakademie seine Ausbildung.
Die Arbeitsweise Rugendas bestand darin, dass er zuerst eine detaillierte Bleistiftskizze mit Notizen zur Farblichkeit und dann eine Skizze in Öl anfertigte. Aus der Kombination dieses Arbeitsmaterials komponierte er anschließend weitere Ölskizzen und schließlich detailliert ausgearbeitete Gemälde, in die er figürliche Staffage und Szenen integrierte. Er hatte einen Hang zur naturwissenschaftlichen Schilderung und war in der Freiluftmalerei geübt. Rugendas konnte treffend und knapp die verschiedenen Landschaften in all ihren Besonderheiten festhalten.
Mit 19 Jahren wurde Rugendas von Baron Georg Heinrich von Langsdorf auf die bisher umfangreichste wissenschaftliche Expedition in das Gebiet des heutigen Brasilien als Zeichner eingeladen. Seine ersten Zeichnungen sind daher rein wissenschaftlicher Natur und wurden ab 1822 in Südamerika angefertigt. Jedoch kehrte Rugendas nach einem Streit 1825 mit Langsdorf nach Europa zurück, wo er Alexander von Humboldt in Paris traf. Dieser war von seinen Werken begeistert und wurde zeitlebens sein Freund, Mentor und Förderer. Mit Humboldts Hilfe brachte Rugendas das Buch Voyage pittoresque dans le Brésil mit 100 von ihm angefertigten Lithografien heraus.
1829/30 hielt Rugendas sich zu Studien in Italien auf. 1831 unternahm er eine weitere Fahrt nach Amerika, diesmal aber auf eigene Faust. Sein Ziel war Mexiko, das er drei Jahre lang bereiste und wo er sich vor allem der Landschaftsmalerei widmete. 18 seiner Zeichnungen wurden von namhaften Künstlern in Stahlstichen reproduziert und diese im Buch Mexico and the Mexicans von Christian Sartorius der Jahre 1858 und 1859 veröffentlicht.
Von Mexiko begab sich der Künstler weiter nach Chile, das er acht Jahre lang bereiste. Dort beschäftigte er sich intensiv mit der Bevölkerung und ihrer Kulturgeschichte. Da er sich stark für die indianische Urbevölkerung interessierte, reiste er in den Süden des Kontinentes, der noch bis zur 2. Hälfte des 19. Jahrhunderts von der spanisch-kolonisatorischen Zivilisation verschont geblieben war. Dort porträtierte er Indianer, die zu den Grenzposten kamen, und lieferte somit eine detaillierte Beschreibung der dort lebenden Menschen. 1847 besuchte er Peru, Argentinien, Uruguay und kehrte dann wieder nach Brasilien zurück.
Im März 1847 erreichte er England. In Paris versuchte er erfolglos, seine Werke zu verkaufen. Aber erst auf Anregung von König Ludwig I. (Bayern) erwarb der bayerische Staat 1848 sein Amerika-Werk, bestehend aus einer Sammlung von 3353 Studien – teils Ölskizzen, teils Aquarelle, teils Bleistiftzeichnungen – gegen eine jährliche Rente. Der Ankauf war von einer Kommission der Akademie der Wissenschaften empfohlen worden, da die Sammlung einen hohen wissenschaftlichen und künstlerischen Wert besitze. Ein Großteil dieser Werke ist erhalten und befindet sich heute in der Staatlichen Graphischen Sammlung München.
Auf Betreiben von Alexander von Humboldt verlieh ihm König Friedrich Wilhelm IV. den Roten Adlerorden 3. Klasse.
Am 29. Mai 1858 verstarb Moritz Rugendas verarmt in Weilheim an der Teck an einer geplatzten Schlagader des Herzens.

## Literarisches Nachleben
Johann Moritz Rugendas und seine Reisen durch Lateinamerika sowie Robert Krause stehen im Mittelpunkt des Romans Un episodio en la vida del pintor viajero von César Aira (deutsch: Humboldts Schatten in der Übersetzung von Matthias Strobel und Eine Episode aus dem Leben eines Reisemalers in der Übersetzung von Christian Hansen).
Rugendas ist die Hauptfigur des Romans Das Quartett der Liebenden von Carlos Franz (aus dem Spanischen von Lutz Kliche).

## Galerie

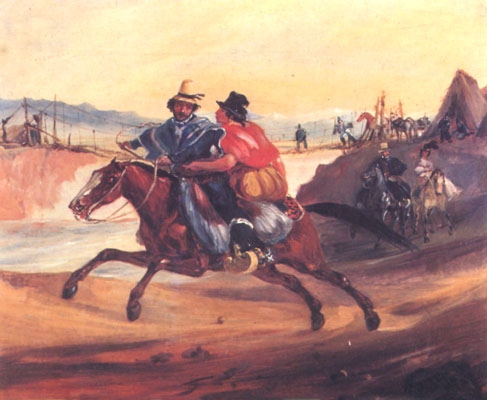
Ländliche Szene
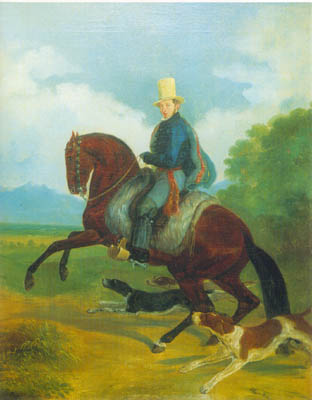
Reiterporträt von Jorge Huneeus
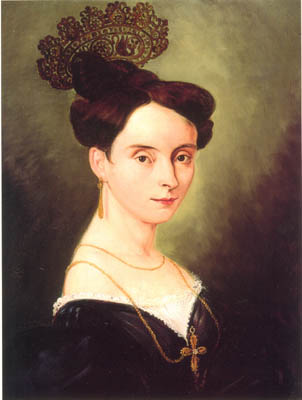
Porträt von Carmen Arriagada
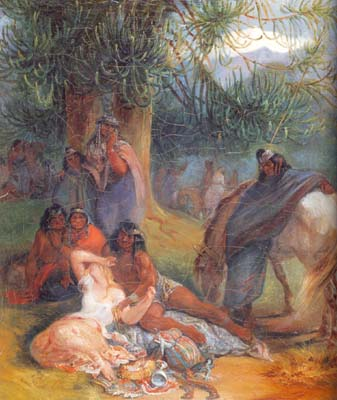
Entführung von Trinidad Salcedo
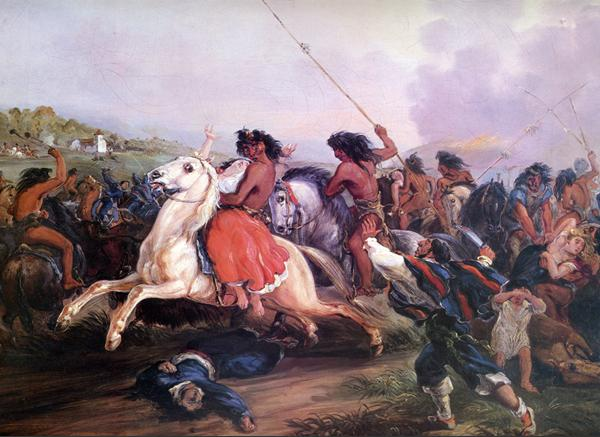
Entführung von Trinidad Salcedo
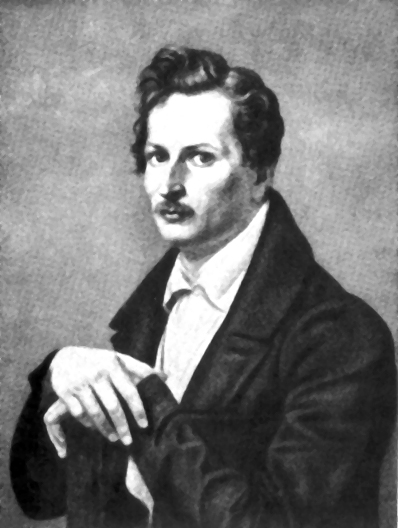
Porträt von August Graf von Platen-Hallermünde